# Unterbergl
Unterbergl ist ein Einzelhof der Fraktion Moos in der Gemeinde St. Veit in Defereggen im Defereggental (Osttirol).

## Geographie
Unterbergl liegt in etwa 1365 Metern Höhe an den Südabhängen zwischen der Melspitze und der Deferegger Höhe zwischen dem Mellitzgraben im Westen und dem Moosbach im Osten. Oberhalb bzw. nördlich liegen der Einzelhof Gampele und der Weiler Bergl. Westlich liegt der Weiler Mellitz, östlich der Weiler Moos. Erreichbar ist Unterbergl über die Defereggentalstraße (L 25), von der nach Herma-von-Schuschniggkapelle (nach Herma Schuschnigg) die Sankt Veiter Straße abzweigt. Folgt man dieser zum Bauernhof Kurzthal, so zweigt in der Folge eine Straße nach Osten ab, die über den Einzelhof Niege nach Mellitz und weiter zu einer Abzweigung führt, die zu den Höfen Gamperle und Unterbergl abfällt. Der Hof besteht aus einem Wohngebäude (Moos Nr. 5) und einem Wirtschaftsgebäude.

## Geschichte
Die Besiedelung von Unterbergl geht auf die mittelalterliche Schwaige (Urhof) „an der Mellitzn“ zurück, die der Grundherrschaft der Grafen von Welsberg unterstand. Von der Schwaige Mellitz aus entstanden durch Neurodungen die Rauten Oberbergl und Gampen, Unterbergl und Kofl, wobei Unterbergl zur Grundherrschaft der Herren von Lasser gehörte.
Unterbergl wird in den Ortsverzeichnissen der Österreichischen Statistik 1890 als Einzelhof des Dorfes Moos genannt. 1951 und 1961 lebten in Unterbergl elf Menschen in einem Haus, 1971 hatte Unterbergl neun Bewohner, 1981 wurden in Unterbergl 14 Menschen in einem Gebäude und drei Haushalten gezählt. Nach 1981 wird Unterbergl von der Statistik nicht mehr separat ausgegeben, sondern bei der Fraktion Moos eingerechnet.

## Kunst
Das Tiroler Kunstkataster listet in seinen Einträgen auch das Hauskreuz des Bauernhofs Unterbergl auf. Es stammt aus der Mitte des 18. Jahrhunderts und war bereits 1859 als Wegkreuz nordöstlich des heutigen Standorts kartografisch erfasst worden. Bei dem Kreuz handelt es sich um ein Kreuz mit vollplastischem Corpus im Dreinageltypus. Jesus hat sein Haupt zur Seite gedreht, seine stark gerollten Haarsträhnen fallen bis zu den Schultern herab.